# Europamästerskapen i beachvolley
Europamästerskapen i beachvolley är en tävling i beachvolley organiserad av Confédération Européenne de Volleyball (CEV). Tävlingar genomförs både på herrsidan (sedan 1993) och på damsidan (sedan 1994). Sedan 1995 tävlar bägge könen på samma plats och under samma period.

## Resultat per år

### Herrar
| Upplaga | Plats                                  | Guld                                                  | Silver                                                  | Brons                                                     |
| 1993    | Almería                                | Jean-Philippe Jodard och Christian Penigaud Frankrike | Jan Kvalheim och Bjørn Maaseide Norge                   | Andrea Ghiurghi och Dionisio Lequaglie Italien            |
| 1994    | Almería                                | Jan Kvalheim och Bjørn Maaseide Norge                 | Santiago Aguilera och Javier Bosma Spanien              | Jörg Ahmann och Axel Hager Tyskland                       |
| 1995    | Saint-Quay-Portrieux                   | Marko Klok och Michiel van der Kuip Nederländerna     | Milan Džavoronok och Václav Fikar Tjeckien              | Piero Antonini och Dionisio Lequaglie Italien             |
| 1996    | Pescara                                | Marek Pakosta och Michal Palinek Tjeckien             | Jörg Ahmann och Axel Hager Tyskland                     | Andrea Ghiurghi och Nicola Grigolo Italien                |
| 1997    | Riccione                               | Vegard Høidalen och Jørre André Kjemperud Norge       | Jan Kvalheim och Bjørn Maaseide Norge                   | Martin Laciga och Paul Laciga Schweiz                     |
| 1998    | Rhodos                                 | Martin Laciga och Paul Laciga Schweiz                 | Jan Kvalheim och Bjørn Maaseide Norge                   | Vegard Høidalen och Jørre André Kjemperud Norge           |
| 1999    | Palma de Mallorca                      | Martin Laciga och Paul Laciga Schweiz                 | Javier Bosma och Fabio Díez Spanien                     | Jan Kvalheim och Bjørn Maaseide Norge                     |
| 2000    | Getxo                                  | Martin Laciga och Paul Laciga Schweiz                 | Markus Egger och Sascha Heyer Schweiz                   | Vegard Høidalen och Jørre André Kjemperud Norge           |
| 2001    | Jesolo                                 | Markus Egger och Sascha Heyer Schweiz                 | Martin Laciga och Paul Laciga Schweiz                   | Vegard Høidalen och Jørre André Kjemperud Norge           |
| 2002    | Basilea                                | Markus Dieckmann och Jonas Reckermann Tyskland        | Martin Laciga och Paul Laciga Schweiz                   | Vegard Høidalen och Jørre André Kjemperud Norge           |
| 2003    | Alanya                                 | Nik Berger och Clemens Doppler Österrike              | Markus Dieckmann och Jonas Reckermann Tyskland          | Markus Egger och Sascha Heyer Schweiz                     |
| 2004    | Timmendorfer Strand                    | Markus Dieckmann och Jonas Reckermann Tyskland        | Markus Egger och Sascha Heyer Schweiz                   | Patrick Heuscher och Stefan Kobel Schweiz                 |
| 2005    | Moskva                                 | Pablo Herrera och Raúl Mesa Spanien                   | Patrick Heuscher och Stefan Kobel Schweiz               | Markus Dieckmann och Jonas Reckermann Tyskland            |
| 2006    | Haag                                   | Julius Brink och Christoph Dieckmann Tyskland         | Jochem de Gruijter och Gijs Ronnes Nederländerna        | Patrick Heuscher och Stefan Kobel Schweiz                 |
| 2007    | Valencia                               | Clemens Doppler och Peter Gartmayer Österrike         | Reinder Nummerdor och Richard Schuil Nederländerna      | David Klemperer och Eric Koreng Tyskland                  |
| 2008    | Hamburg                                | Reinder Nummerdor och Richard Schuil Nederländerna    | Kay Matysik och Stefan Uhmann Tyskland                  | Dmitrij Barsuk och Igor Kolodinskij Ryssland              |
| 2009    | Sotji                                  | Reinder Nummerdor och Richard Schuil Nederländerna    | Florian Gosch och Alexander Horst Österrike             | Adrián Gavira och Pablo Herrera Spanien                   |
| 2010    | Berlin                                 | Reinder Nummerdor och Richard Schuil Nederländerna    | Clemens Doppler och Matthias Mellitzer Österrike        | Mārtiņš Pļaviņš och Jānis Šmēdiņš Lettland                |
| 2011    | Kristiansand                           | Julius Brink och Jonas Reckermann Tyskland            | Jonathan Erdmann och Kay Matysik Tyskland               | Reinder Nummerdor och Richard Schuil Nederländerna        |
| 2012    | Haag                                   | Julius Brink och Jonas Reckermann Tyskland            | Emiel Boersma och Daan Spijkers Nederländerna           | Tarjei Skarlund och Martin Spinnangr Norge                |
| 2013    | Klagenfurt                             | Adrián Gavira och Pablo Herrera Spanien               | Aleksandrs Samoilovs och Jānis Šmēdiņš Lettland         | Grzegorz Fijałek och Mariusz Prudel Polen                 |
| 2014    | Quartu Sant'Elena                      | Daniele Lupo och Paolo Nicolai Italien                | Aleksandrs Samoilovs och Jānis Šmēdiņš Lettland         | Clemens Doppler och Alexander Horst Österrike             |
| 2015    | Klagenfurt                             | Aleksandrs Samoilovs och Jānis Šmēdiņš Lettland       | Alex Ranghieri och Adrian Carambula Italien             | Reinder Nummerdor och Christiaan Varenhorst Nederländerna |
| 2016    | Biel/Bienne                            | Daniele Lupo och Paolo Nicolai Italien                | Konstantin Semjonov och Vjatjeslav Krasilnikov Ryssland | Grzegorz Fijałek och Mariusz Prudel Polen                 |
| 2017    | Jūrmala                                | Daniele Lupo och Paolo Nicolai Italien                | Aleksandrs Samoilovs och Jānis Šmēdiņš Lettland         | Alexander Brouwer och Robert Meeuwsen Nederländerna       |
| 2018    | Haag, Rotterdam, Apeldoorn och Utrecht | Anders Mol och Christian Sørum Norge                  | Aleksandrs Samoilovs och Jānis Šmēdiņš Lettland         | Adrián Gavira och Pablo Herrera Spanien                   |
| 2019    | Moskva                                 | Anders Mol och Christian Sørum Norge                  | Konstantin Semjonov och Ilja Lesjukov Ryssland          | Martin Ermacora och Moritz Pristauz Österrike             |
| 2020    | Jūrmala                                | Anders Mol och Christian Sørum Norge                  | Vjatjeslav Krasilnikov och Oleg Stojanovskij Ryssland   | Daniele Lupo och Paolo Nicolai Italien                    |
| 2021    | Wien                                   | Anders Mol och Christian Sørum Norge                  | Stefan Boermans och Yorick de Groot Nederländerna       | Piotr Kantor och Bartosz Łosiak Polen                     |
| 2022    | München                                | David Åhman och Jonatan Hellvig Sverige               | Ondřej Perušič och David Schweiner Tjeckien             | Anders Mol och Christian Sørum Norge                      |
| 2023    | Wien                                   | David Åhman och Jonatan Hellvig Sverige               | Leon Luini och Yorick de Groot Nederländerna            | Serhij Popov och Eduard Reznik Ukraina                    |

### Damer
| Upplaga | Plats                                  | Guld                                                    | Silver                                                | Brons                                                 |
| 1994    | Espinho                                | Beate Bühler och Danja Müsch Tyskland                   | Martina Hudcová och Dolores Storková Tjeckien         | Cristiana Parenzan och Lucilla Perrotta Italien       |
| 1995    | Saint-Quay-Portrieux                   | Cordula Borger och Beate Paetow Tyskland                | Merita Berntsen och Ragni Hestad Norge                | Cristiana Parenzan och Lucilla Perrotta Italien       |
| 1996    | Pescara                                | Eva Celbová och Soňa Nováková Tjeckien                  | Beate Bühler och Danja Müsch Tyskland                 | Laura Bruschini och Annamaria Solazzi Italien         |
| 1997    | Riccione                               | Laura Bruschini och Annamaria Solazzi Italien           | Daniela Gattelli och Lucilla Perrotta Italien         | Eva Celbová och Soňa Nováková Tjeckien                |
| 1998    | Rhodos                                 | Eva Celbová och Soňa Nováková Tjeckien                  | Rebekka Kadijk och Debora Schoon-Kadijk Nederländerna | Laura Bruschini och Annamaria Solazzi Italien         |
| 1999    | Palma de Mallorca                      | Laura Bruschini och Annamaria Solazzi Italien           | Anabelle Prawerman och Cécile Rigaux Frankrike        | Eva Celbová och Soňa Nováková Tjeckien                |
| 2000    | Getxo                                  | Laura Bruschini och Annamaria Solazzi Italien           | Danja Müsch och Jana Vollmer Tyskland                 | Rebekka Kadijk och Debora Schoon-Kadijk Nederländerna |
| 2001    | Jesolo                                 | Vasso Karantasiou och Effrosyni Sfyri Grekland          | Simone Kuhn och Nicole Schnyder-Benoit Schweiz        | Andrea Ahmann och Ulrike Schmidt Tyskland             |
| 2002    | Basilea                                | Daniela Gattelli och Lucilla Perrotta Italien           | Rebekka Kadijk och Marrit Leenstra Nederländerna      | Eva Celbová och Soňa Nováková Tjeckien                |
| 2003    | Alanya                                 | Stephanie Pohl och Okka Rau Tyskland                    | Andrea Ahmann och Jana Vollmer Tyskland               | Daniela Gattelli och Lucilla Perrotta Italien         |
| 2004    | Timmendorfer Strand                    | Simone Kuhn och Nicole Schnyder-Benoit Schweiz          | Susanne Glesnes och Kathrine Maaseide Norge           | Daniela Gattelli och Lucilla Perrotta Italien         |
| 2005    | Moskva                                 | Vassiliki Arvaniti och Vasso Karantasiou Grekland       | Rebekka Kadijk och Merel Mooren Nederländerna         | Stephanie Pohl och Okka Rau Tyskland                  |
| 2006    | Haag                                   | Aleksandra Sjirjajeva och Natalja Urjadova Ryssland     | Rebekka Kadijk och Merel Mooren Nederländerna         | Nila Håkedal och Ingrid Tørlen Norge                  |
| 2007    | Valencia                               | Vassiliki Arvaniti och Vasso Karantasiou Grekland       | Sara Goller och Laura Ludwig Tyskland                 | Nila Håkedal och Ingrid Tørlen Norge                  |
| 2008    | Hamburg                                | Sara Goller och Laura Ludwig Tyskland                   | Nila Håkedal och Ingrid Tørlen Norge                  | Susanne Glesnes och Kathrine Maaseide Norge           |
| 2009    | Sotji                                  | Inese Jursone och Inguna Minusa Lettland                | Sara Goller och Laura Ludwig Tyskland                 | Simone Kuhn och Nadine Zumkehr Schweiz                |
| 2010    | Berlin                                 | Sara Goller och Laura Ludwig Tyskland                   | Katrin Holtwick och Ilka Semmler Tyskland             | Emilia Nyström och Erika Nyström Finland              |
| 2011    | Kristiansand                           | Greta Cicolari och Marta Menegatti Italien              | Barbara Hansel och Sara Montagnolli Österrike         | Sara Goller och Laura Ludwig Tyskland                 |
| 2012    | Haag                                   | Sanne Keizer och Marleen van Iersel Nederländerna       | Vassiliki Arvaniti och Maria Tsiartsiani Grekland     | Liliana Fernández och Elsa Baquerizo Spanien          |
| 2013    | Klagenfurt                             | Doris Schwaiger och Stefanie Schwaiger Österrike        | Elsa Baquerizo och Liliana Fernández Steiner Spanien  | Laura Ludwig och Kira Walkenhorst Tyskland            |
| 2014    | Quartu Sant'Elena                      | Madelein Meppelink och Marleen van Iersel Nederländerna | Tanja Goricanec och Tanja Hüberli Schweiz             | Laura Ludwig och Kira Walkenhorst Tyskland            |
| 2015    | Klagenfurt                             | Laura Ludwig och Kira Walkenhorst Tyskland              | Jevgenija Ukolova och Jekaterina Chomjakova Ryssland  | Kinga Kolosinska och Monika Brzostek Polen            |
| 2016    | Biel/Bienne                            | Laura Ludwig och Kira Walkenhorst Tyskland              | Markéta Sluková och Barbora Hermannová Tjeckien       | Karla Borger och Britta Büthe Tyskland                |
| 2017    | Jūrmala                                | Nadja Glenzke och Julia Großner Tyskland                | Kristýna Kolocová och Michala Kvapilová Tjeckien      | Chantal Laboureur och Julia Sude Tyskland             |
| 2018    | Haag, Rotterdam, Apeldoorn och Utrecht | Sanne Keizer och Madelein Meppelink Nederländerna       | Nina Betschart och Tanja Hüberli Schweiz              | Barbora Hermannová och Markéta Sluková Tjeckien       |
| 2019    | Moskva                                 | Tīna Graudiņa och Anastasija Kravčenoka Lettland        | Katarzyna Kociolek och Kinga Wojtasik Polen           | Elsa Baquerizo och Liliana Fernández Steiner Spanien  |
| 2020    | Jūrmala                                | Joana Heidrich och Anouk Vergé-Dépré Schweiz            | Kim Behrens och Cinja Tillmann Tyskland               | Nadezjda Makroguzova och Svetlana Kholomina Ryssland  |
| 2021    | Wien                                   | Nina Betschart och Tanja Hüberli Schweiz                | Katja Stam och Raïsa Schoon Nederländerna             | Karla Borger och Julia Sude Tyskland                  |
| 2022    | München                                | Anastasija Kravčenoka och Tīna Graudiņa Lettland        | Tanja Hüberli och Nina Brunner Schweiz                | Katja Stam och Raïsa Schoon Nederländerna             |
| 2023    | Wien                                   | Nina Brunner och Tanja Hüberli Schweiz                  | Daniela Álvarez och Tania Moreno Spanien              | Laura Ludwig och Louisa Lippmann Tyskland             |

## Medaljörer

### Herrar
| Pos.   | Land          | Guld | Silver | Brons | Totalt |
| 1      | Norge         | 6    | 3      | 7     | 16     |
| 2      | Tyskland      | 5    | 4      | 3     | 12     |
| 3      | Schweiz       | 4    | 5      | 4     | 13     |
| 4      | Nederländerna | 4    | 5      | 3     | 12     |
| 5      | Italien       | 3    | 1      | 4     | 8      |
| 6      | Österrike     | 2    | 2      | 2     | 6      |
| 6      | Spanien       | 2    | 2      | 2     | 6      |
| 8      | Sverige       | 2    | 0      | 0     | 2      |
| 9      | Lettland      | 1    | 4      | 1     | 6      |
| 10     | Tjeckien      | 1    | 2      | 0     | 3      |
| 11     | Frankrike     | 1    | 0      | 0     | 1      |
| 12     | Ryssland      | 0    | 3      | 1     | 4      |
| 13     | Polen         | 0    | 0      | 3     | 3      |
| 14     | Ukraina       | 0    | 0      | 1     | 1      |
| Totalt | Totalt        | 31   | 31     | 31    | 93     |

### Damer
| Pos.   | Land          | Guld | Silver | Brons | Totalt |
| 1      | Tyskland      | 8    | 7      | 10    | 25     |
| 2      | Italien       | 5    | 1      | 5     | 11     |
| 3      | Schweiz       | 4    | 4      | 1     | 9      |
| 4      | Nederländerna | 3    | 5      | 2     | 10     |
| 5      | Grekland      | 3    | 1      | 0     | 4      |
| 6      | Lettland      | 3    | 0      | 0     | 3      |
| 7      | Tjeckien      | 2    | 3      | 4     | 9      |
| 8      | Ryssland      | 1    | 1      | 1     | 3      |
| 9      | Österrike     | 1    | 1      | 0     | 2      |
| 10     | Norge         | 0    | 3      | 3     | 6      |
| 11     | Spanien       | 0    | 2      | 2     | 4      |
| 12     | Polen         | 0    | 1      | 1     | 2      |
| 13     | Frankrike     | 0    | 1      | 0     | 1      |
| 14     | Finland       | 0    | 0      | 1     | 1      |
| Totalt | Totalt        | 30   | 30     | 30    | 90     |